# 意大利航空 (2018年)
意大利航空（又稱：新意大利航空），是意大利的私人航空公司，總部設於奧爾比亞。

## 歷史
據意大利安莎通訊社2018年2月19日報導，意大利晷航空在2017年9月確認由卡塔爾航空收購49%股份後，正式發表收購手續完成並將改名為意大利航空（Air Italy），欲取代現正進入破產程序的意大利航空（Alitalia）。
卡塔爾航空執行長Akbar Al Baker在記者發表會上表示，意大利航空（Air Italy）旨在成為「意大利的國家航空公司」，其表示即使目前航空產業競爭強烈，但對於意大利航空（Air Italy）的未來發展仍抱持極度正面期盼，並認為歐洲市場即將迎來一波復甦，而公司目標為將意大利航空（Air Italy）打造成一間能代表意大利優雅成熟，並具備國際化及創新形象的「最佳航空公司」。
由於包括卡塔爾航空在內股東決定不再經營此公司，意大利航空於2020年2月11日宣布破產。
2020年2月25日以前的航班，將交由其他航空公司運營，25日之後的航班將全數取消退款，公司也將解散。

## 機隊

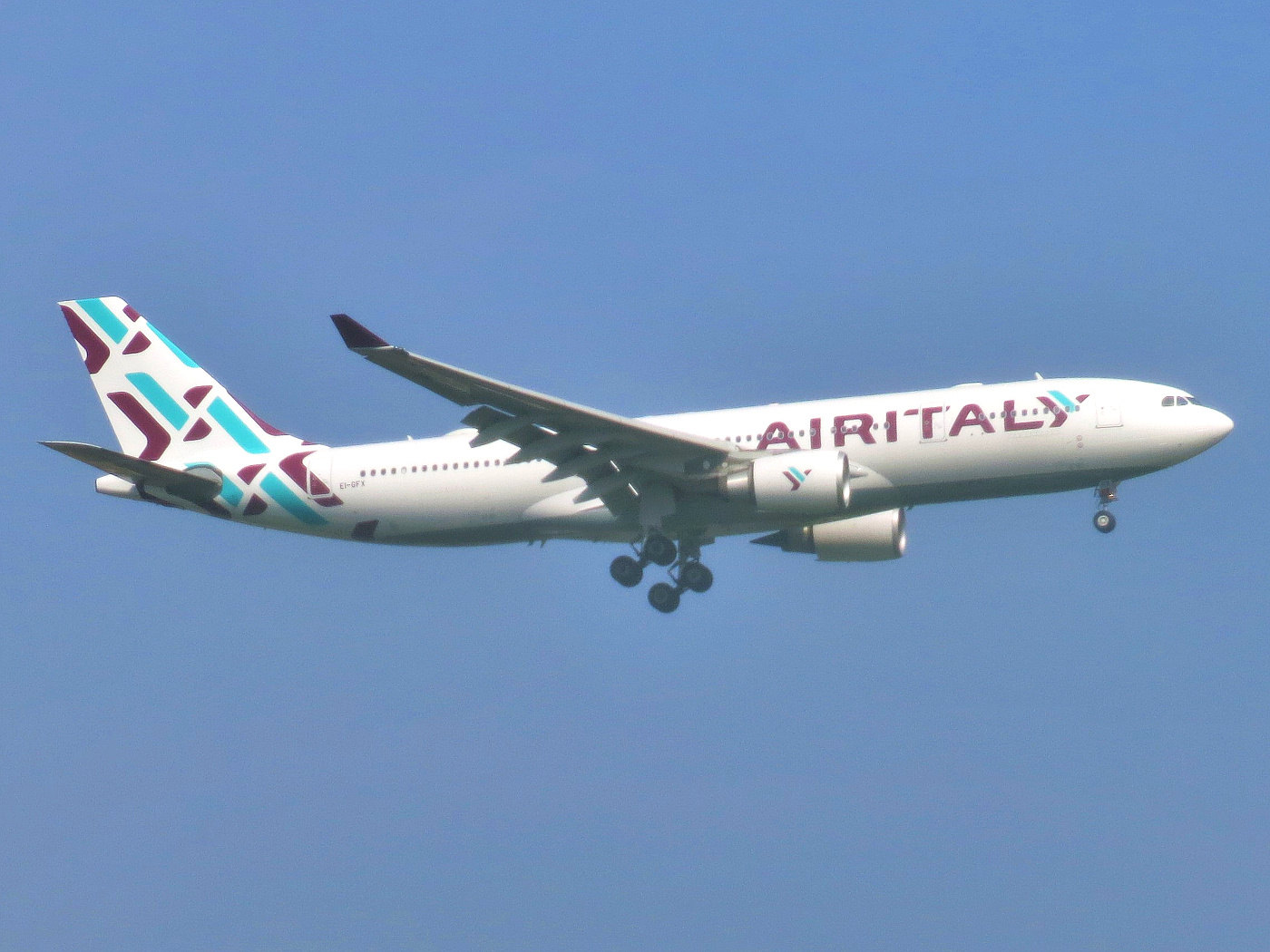
空中巴士A330

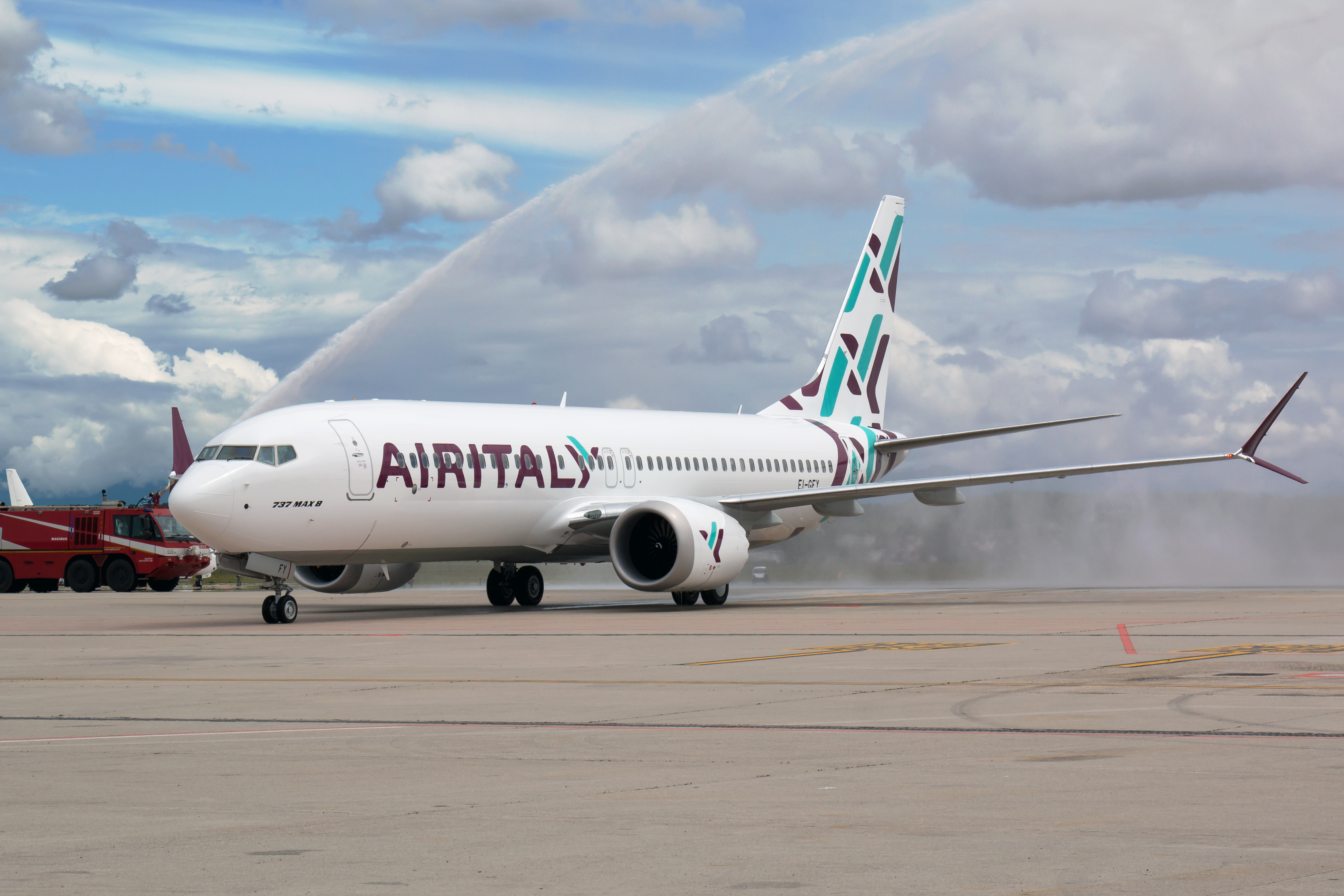
Air Italy 波音737 MAX 8

截至2018年5月, 意大利航空擁有以下飛機:
| 機型             | 數量 | 已訂購 | 載客量 | 載客量 | 載客量 | 備註                                 |
| 機型             | 數量 | 已訂購 | C      | Y      | Total  | 備註                                 |
| ---------------- | ---- | ------ | ------ | ------ | ------ | ------------------------------------ |
| 空中巴士A330-200 | 5    | —      | 24     | 236    | 260    | 其他未證實的數量將從卡塔爾航空轉移。 |
| 波音737-700      | 1    | —      | —      | 149    | 149    | 將會由波音737 MAX 8取代.             |
| 波音737-800      | 7    | —      | —      | 189    | 189    | 將會由波音737 MAX 8取代.             |
| 波音737 MAX 8    | 2    | 18     | 12     | 174    | 186    | 意大利首位737 MAX 8客戶.             |
| 總數             | 13   | 17     |        |        |        |                                      |